# Majdan Ikbis
Majdan Ikbis (arab. ميدان اكبس) – miasto w Syrii, w muhafazie Aleppo. W 2004 roku liczyło 1302 mieszkańców.